# کالیگری

کالیگری شهری در شهرستان بینگو در استان بولکیمده در بورکینافاسوی غربی مرکزی است جمعیت آن ۱۱۳۹ نفر است.